# 戴维阁皇宫
戴维阁皇宫（Devi Garh Palace）是印度的一所皇宫酒店，位于拉贾斯坦邦乌代布尔东北方28公里的一座18世纪皇宫。
2006年，《纽约时报》称之为印度最豪华的顶级酒店之一，弗罗默旅行指南称之为“次大陆最佳酒店”，“不只是美丽，更是惊艳。” 2008年，Discovery Travel and Living系列列出55座五大洲的梦幻酒店，而印度仅有的另两座酒店就是乌代布尔的湖之宫殿和斋浦尔的伦巴宫殿。